# Volharding 6000
Die Mehrzweckschiffe des Typs Volharding 6000 sind eine verlängerte Variante des von Conoship entwickelten Bautyps Combi Freighter 5500. Die Kaskos wurden auf Werften in China gebaut und durch das niederländische Schiffbauunternehmen Volharding Shipyards in Foxhol komplettiert.

## Einzelheiten
Die Schiffe sind als Mehrzweck-Trockenfrachtschiffe mit weit achtern angeordnetem Deckshaus, einem langen mittleren und einem kürzeren vorderen Laderaum ausgelegt. In der Hauptsache werden sie im Transport von Massengütern, Massenstückgütern oder Containern eingesetzt. Durch die verstärkte Tankdecke, welche mit bis zu 15 t/m² belastet werden kann, ist es auch möglich, Schwergut zu laden. Die Containerkapazität beträgt 256 TEU. Die Laderäume der Schiffe mit einem Rauminhalt von rund 8500 Kubikmetern werden mit Stapellukendeckeln (Piggy-Back) verschlossen, die von einem verfahrbaren Lukenwagen bedient werden.
Der Antrieb der Schiffe besteht aus einem Neunzylinder-Viertakt-Dieselmotor des Typs MaK 9M25 mit einer Leistung von rund 3700 PS. Der Motor wirkt über ein Getriebe auf einen Propeller sowie einen Wellengenerator und ermöglicht eine Geschwindigkeit von etwa 13 Knoten. Weiterhin stehen zwei Hilfsdiesel zur Verfügung. Die An- und Ablegemanöver werden durch ein Bugstrahlruder unterstützt.

## Die Schiffe (Auswahl)
| Volharding 6000                    | Volharding 6000                   | Volharding 6000 | Volharding 6000   | Volharding 6000                                           | Volharding 6000 |
| Bauname                            | Bauwerft Baunummer                | IMO- Nummer     | Ablieferung       | Auftraggeber                                              | Umbenennungen und Verbleib |
| ---------------------------------- | --------------------------------- | --------------- | ----------------- | --------------------------------------------------------- | --- |
| Aja                                | Jiangsu Changbo CBSY06-001        | 9454802         | 18. August 2008   | Draxl Schiffahrtsgesellschaft, Haren (Ems)                | Fertiggestellt durch Volharding, Foxhol (Baunr. 646), 2013 Oder, 2020 Mirjam, so in Fahrt                                       |
| Alwis                              | Jiangsu Changbo CBSY06-002        | 9454814         | 13. Januar 2009   | Draxl Schiffahrtsgesellschaft, Haren (Ems)                | Fertiggestellt durch Volharding, Foxhol (Baunr. 647), 2013 Narwa, 2020 Nicole, so in Fahrt                                      |
| Odur                               | Jiangsu Changbo CBSY06-003        | 9454826         | 7. April 2009     | Draxl Schiffahrtsgesellschaft, Haren (Ems)                | Fertiggestellt durch Volharding, Foxhol und in Fahrt gesetzt als Blue Lotus, 2013 Newa, 2020 Eileen C., 2023 Killu, so in Fahrt |
| Laga                               | Jiangsu Changbo CBSY06-004        | 9454838         | 12. Juni 2009     | Draxl Schiffahrtsgesellschaft, Haren (Ems)                | Fertiggestellt durch Volharding, Foxhol und in Fahrt gesetzt als Blue Lion, 2013 Warnow, 2020 Reiderdijk, so in Fahrt           |
| Abis Cadiz                         | Hangzhou Dongfeng HDFS2008-01     | 9547324         | 17. November 2010 | Abis Shipping, Harlingen                                  | Fertiggestellt durch Volharding, Foxhol (Baunr. 689), 2016 Longviking, so in Fahrt                                              |
| Maria Elise                        | Jiangsu Changbo CBSY06-005        | 9534250         | 14. Oktober 2009  | HS Schiffahrt, Haren (Ems)                                | Fertiggestellt durch Volharding, Foxhol (Baunr. 667), 2024 Kairiin, so in Fahrt                                                 |
| Christina                          | Jiangsu Changbo CBSY06-006        | 9534262         | 29. Dezember 2009 | HS Schiffahrt, Haren (Ems)                                | Fertiggestellt durch Volharding, Foxhol (Baunr. 668), 2024 Karilin, so in Fahrt                                                 |
| Gertrud G.                         | Jiangsu Changbo CBSY06-007        | 9534274         | 15. Oktober 2010  | Kapitän Josef Gerdes Schiffahrtsgesellschaft, Haren (Ems) | Fertiggestellt durch Volharding, Foxhol (Baunr. 669), 2016 Wilson Varna, 2020 Gunda G., 2023 NM Copenhagen, so in Fahrt         |
| Gerhard G.                         | Jiangsu Changbo CBSY06-008        | 9534286         | 16. März 2011     | Kapitän Josef Gerdes Schiffahrtsgesellschaft, Haren (Ems) | Fertiggestellt durch Volharding, Foxhol (Baunr. 670), 2016 Wilson Volos, 2020 Gerhard G., 2023 Amber Star, so in Fahrt          |
| Abis Calais                        | Hangzhou Dongfeng HDFS2008-02     | 9547336         | 19. April 2011    | Abis Shipping, Harlingen                                  | Fertiggestellt durch Volharding, Foxhol (Baunr. 690), 2016 Longvind, so in Fahrt                                                |
| Niklas G.                          | Jiangsu Changbo CBSY06-010        | 9534303         | 29. Juni 2011     | Kapitän Josef Gerdes Schiffahrtsgesellschaft, Haren (Ems) | Fertiggestellt durch Volharding, Foxhol (Baunr. 670), 2017 Wilson Valencia, 2019 Niklas G., so in Fahrt                         |
| Abis Cuxhaven                      | Hangzhou Dongfeng HDFS2008-04     | 9548304         | 22. November 2011 | Abis Shipping, Harlingen                                  | Fertiggestellt durch Volharding, Foxhol (Baunr. 692), 2016 Longvann, so in Fahrt                                                |
| Abis Cardiff                       | Hangzhou Dongfeng HDFS2008-03     | 9548299         | 22. Dezember 2011 | Abis Shipping, Harlingen                                  | Fertiggestellt durch Volharding, Foxhol (Baunr. 691), 2016 Longvik, so in Fahrt                                                 |
| Johann                             | Jiangsu Yangzi Changbo CBSY06-009 | 9534298         | 12. Januar 2012   | HS Schiffahrt, Haren (Ems)                                | Fertiggestellt durch Volharding, Foxhol (Baunr. 671), so in Fahrt                                                               |
| Daten: Equasis, Miramar Ship Index |                                   |                 |                   |                                                           | |